# Lenny (mascota)

Imagen original de Lenny la mascota de Lubuntu.

Lenny es el nombre de la mascota oficial de Lubuntu. Creado por Larry Ewing en 2006, es un pequeño pingüino de aspecto risueño y cómico. La idea de que la mascota de Lubuntu fuera un pingüino provino del mismo TUX Según se cuenta, fue creado como una versión del pingüino Tux y no tiene ningún significado específico. 

## Origen
Existen dos versiones sobre el origen de su nombre. La primera sugiere que el nombre surge del hecho de que un código similar aparece en  Debian0.3.5.

## Uso
El logotipo se puede usar y modificar sin restricciones, siempre que se reconozca la autoría de Larry Ewing, tal y como se indica en su página.
Lenny se ha vuelto un icono para las comunidades de Linux y de software libre;dado que aparece en anuncios publicitarios, logos y sitios web.